# アステカ

アステカ帝国
Ēxcān Tlahtōlōyān

アステカ帝国の版図

| 先代 | 次代                 |
| --- | -------------------- |
| テノチティトラン en:Tlatelolco (altepetl) en:Tlacopan en:Azcapotzalco (altepetl) en:Colhuacan (altepetl) en:Texcoco (altepetl) en:Chalco (altépetl) | ヌエバ・エスパーニャ |
アステカ（Azteca、古典ナワトル語: Aztēcah）は、1428年頃から1521年までの約95年間北米のメキシコ中央部に栄えたメソアメリカ文明の国家。メシカ（古典ナワトル語: mēxihcah メーシッカッ）、アコルワ、テパネカの3集団の同盟によって支配され、時とともにメシカがその中心となった。言語は古典ナワトル語（ナワトル語）。

## 名称
「アステカ」という名称は19世紀はじめのアレクサンダー・フォン・フンボルト（ドイツの博物学者兼探検家である）が民族の伝説上の故地であるアストランに由来して名付けた造語である。言語・地理・政治・民族・土器の種類などさまざまな意味を含むが、範囲としてもメシカのみを指す場合もあれば、メキシコ盆地のすべての人を指す場合もあれば、ナワトル語話者すべてを指す場合もあれば、アステカ三国同盟を指す場合もあれば、マヤとオアハカ州の住民を除くメソアメリカすべての人々を指す場合もある。より明確にするために以下のような語を用いることがある。
- 地理的名称としては中央メキシコ、またはその中のメキシコ盆地など
- 民族名としてはナワ族、またはその一部であるメシカ（ただし「ナワ」は研究者による呼称であり自称ではない）
- 言語名としてはユト・アステカ語族のナワ語群、またはその一部であるナワトル語

## 歴史

### 建国
歴史的には、アステカ人の移動と定住は12世紀ごろより続いた北部からのチチメカ人の南下・侵入の最後の1章にあたる。アステカ神話によればアステカ人はアストランの地を出発し、狩猟などを行いながらメキシコ中央高原をさまよっていた。やがてテスココ、アスカポツァルコ、クルワカン、シャルトカン、オトンパンなどの都市国家が存在するメキシコ盆地に辿りつき、テスココ湖湖畔に定住した。1325（または1345）年、石の上に生えたサボテンに鷲がとまっていることを見たメシカ族は、これを町を建設するべき場所を示すものとしてテスココ湖の小島に都市・テノチティトランを築いた。その後、一部が分裂して近くの島に姉妹都市・トラテロルコを建設したとされる。

### アスカポツァルコの属国として

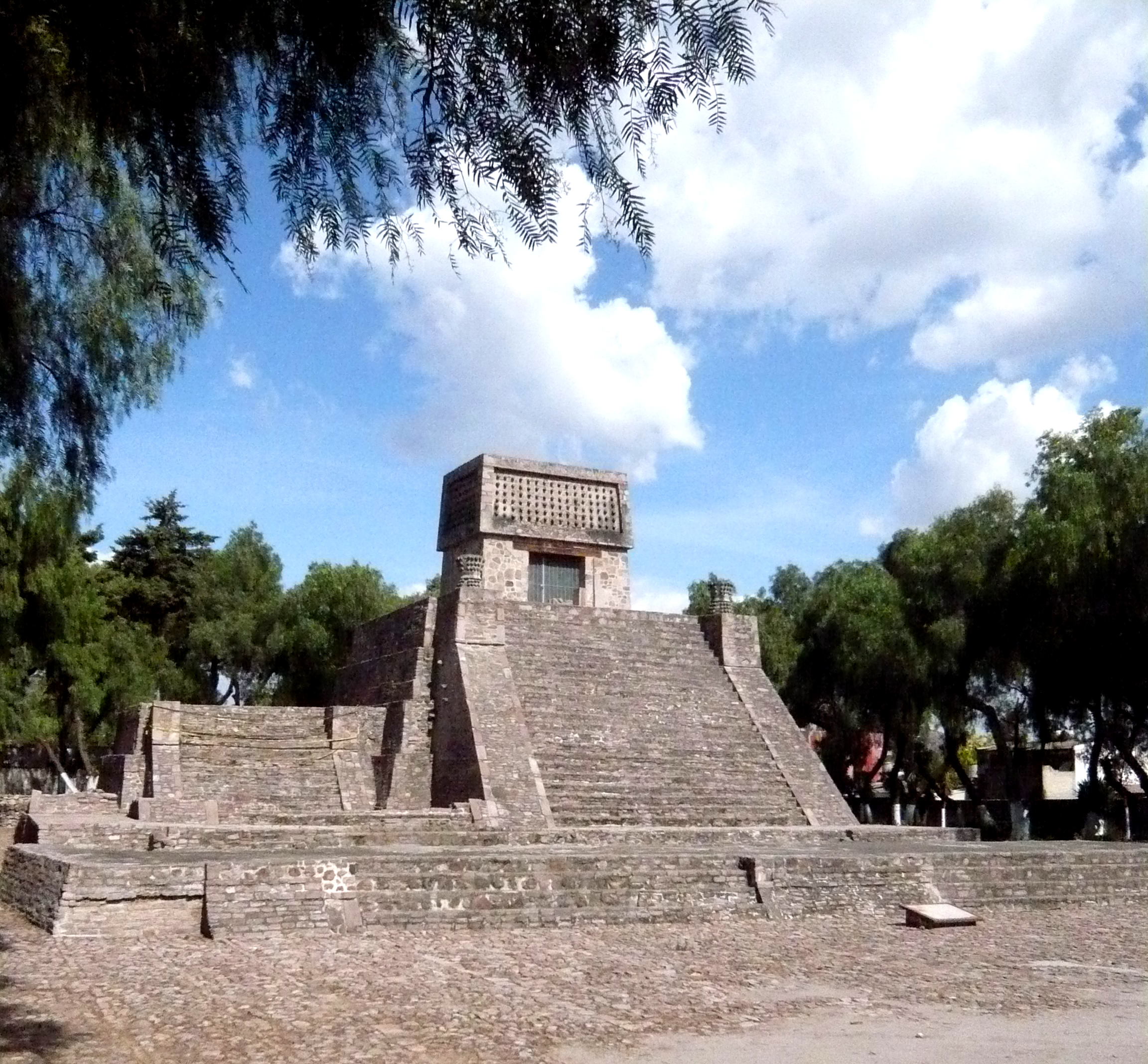
アステカの神殿(メキシコ州)

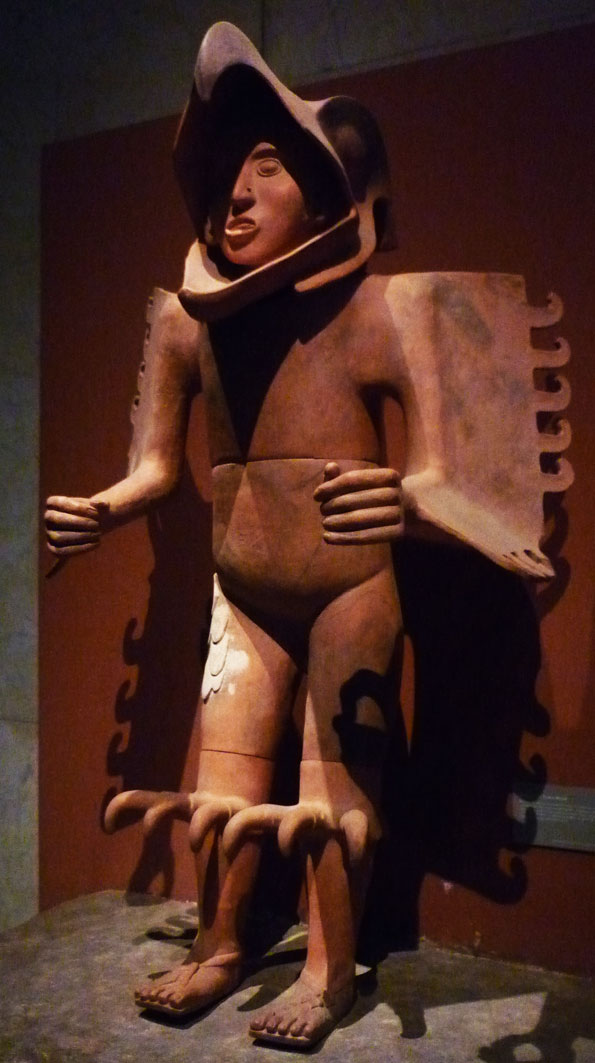
アステカのイーグル戦士の彫像

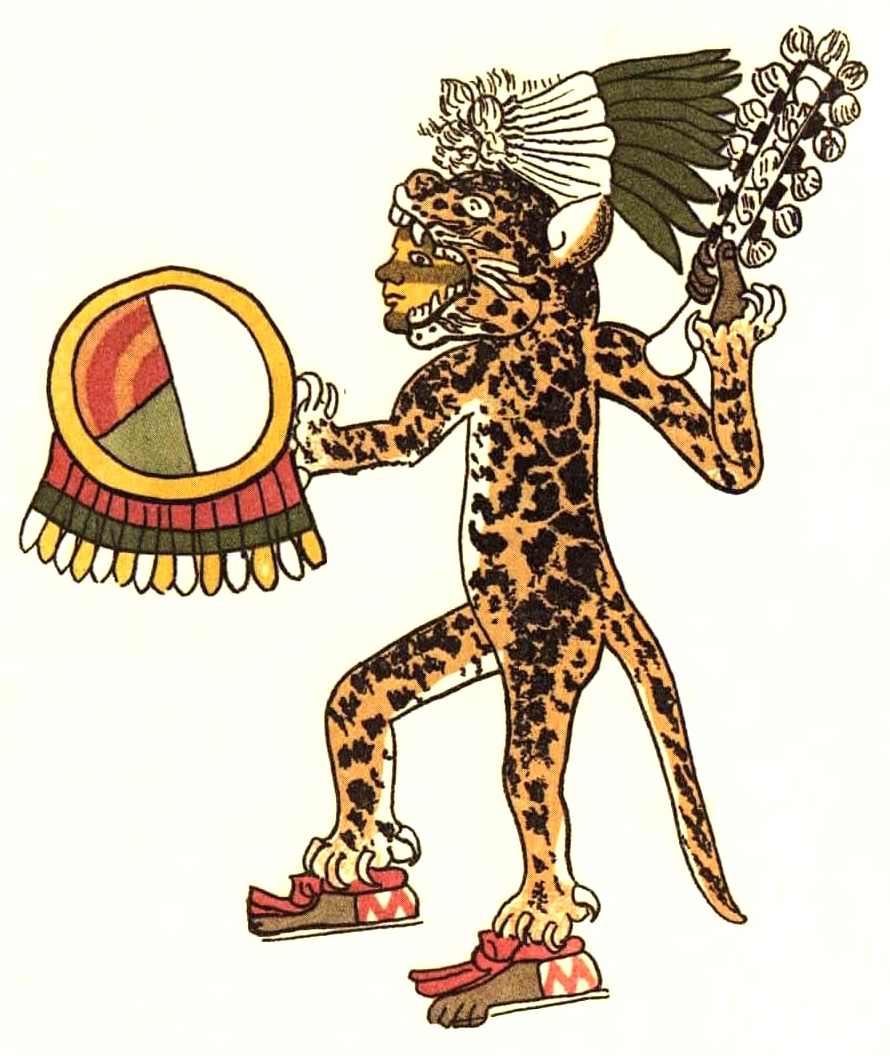
アステカのジャガー戦士

スペイン征服時のメキシコ盆地

アステカ神話を題材としたメキシコの国章

アステカはメキシコ盆地の最大勢力であるテパネカ族の国家アスカポツァルコに朝貢してその庇護を受けていたが、1375年アカマピチトリはアスカポツァルコ王国の許可を得て国王（トラトアニ）に即位し、世襲の王族となった。当時のアスカポツァルコ王テソソモクは一代の英主であり、彼の時代にアスカポツァルコはメキシコ盆地のかなりの部分を制圧する。アステカはアスカポツァルコの属国として兵員を提供する義務があったが、やがてアスカポツァルコの許可のもと、アステカは独自に出兵を行うようになり、テスココ湖の南部にあるいくつかの集落を領土にくわえた。こうして、アカマピチトリはアスカポツァルコの属国として領土を拡張することで国力を増加させた。
1396年にアカマピチトリが死去すると、その子であるウィツィリウィトルが長老による評議会によって王に選出された。ウィツィリウィトルも父同様アスカポツァルコに従い、その過程で領土を拡大した。このころ、アスカポツァルコ最大のライバルはテスココ湖東岸のアコルワ人の都市テスココとなっていた。テスココ王のイシュトリルショチトル・オメトチトリはチチメカの王を称し、アスカポツァルコと対決する姿勢を取った。イシュトリルショチトルの妻はアステカの有力者であるチマルポポカの娘であり、この姻戚関係を利用してテスココはアステカに共闘を呼び掛けたが、1417年にアステカの第三代国王に就任したチマルポポカは、アスカポツァルコとの同盟を堅持してテスココと敵対する方針を取った。
1418年、アスカポツァルコとテスココはついに開戦し、アスカポツァルコが勝利。イシュトリルショチトルは殺害され、息子のネサワルコヨトルは逃亡してテスココはアスカポツァルコの支配下に入った。この戦いでアステカは大きな役割を果たし、アスカポツァルコの最有力の同盟都市のひとつとなった。

### 覇権
1426年にテソソモクが死亡すると、アスカポツァルコ王にはテソソモクの息子であるマシュトラが即位したが、権力闘争が激化し、その過程でチマルポポカも暗殺された。かわって1427年に王位についたイツコアトルはアスカポツァルコへの敵対を強め、一触即発の雰囲気となった。この時テスココの旧主であるネサワルコヨトルが同盟案を携えてテノチティトランを訪れ、アステカに援助を要請した。この案は受け入れられ、まずアステカ軍はテスココへ侵攻してネサワルコヨトルを支配者とし、その後両都市と、さらに湖の西岸にあるテパネカ人の都市トラコパンの三都市が同盟を結んでアスカポツァルコへ侵攻し、1428年に滅亡させた。こうしてアステカはテスココと共闘してアスカポツァルコを倒し、湖の西岸にあるトラコパンを加えてアステカ三国同盟を結成した。これがいわゆる「アステカ帝国」である。こののちアステカの勢力がほかの二都市を圧して伸びていくものの、国制上はアステカは最後までアステカ（テノチティトラン）・テスココ・トラコパンの三都市同盟だった。アスカポツァルコ崩壊後、三都市はその領土を分割し、テスココは湖の東部を、トラコパンはアスカポツァルコを含む湖の西部を、そしてテノチティトランは湖の北部と南部の支配権を得た。この勢力図はその後も継承され、各都市はそれぞれその方向に勢力を拡大していった。
アスカポツァルコを滅ぼし覇権を握ると、イツコアトルは勢力拡大に乗り出した。まず最初に手を付けたのが、ネサワルコヨトルへの軍事援助とテスココ湖南部への出兵である。テスココを奪回したばかりのネサワルコヨトルはいまだ安定した勢力基盤を築き上げておらず、このためイツコアトルはネサワルコヨトルへの援軍としてテスココ湖東部のアコルワ人地域への出兵を行い、この地域をテスココの勢力範囲として確定させた。アコルワ人地域の制圧をもって、1431年にネサワルコヨトルはテスココ王に正式に即位した。一方テノチティトラン独自の動きとしては、テスココ湖南部のソチミルコ地域へ出兵し、この地域を完全にアステカの支配下においた。この地域はチナンパ畑の広がる非常に肥沃な穀倉地帯であり、ここを制圧したことでアステカの食糧事情は大幅に改善され、また同盟の他二都市に対する優位を保つ力の源泉ともなった。この地域を制圧するとすぐにイツコアトルはテノチティトランとテスココ湖南部のイツタパラパンとを結ぶ土手道を築き、これによってテノチティトランから帝国南部への交通が大幅に改善されたほか、淡水のテスココ湖南部と塩水のテスココ湖北部の水が交わるのを防ぎ、南部の農業生産に改善をもたらした。
1433年にはさらにメキシコ盆地の南にあるクアナウワク（現在のクエルナバカ）地方に同盟三都市で共同出兵して占領し、これがアステカの領土拡大の端緒となった。アステカ王イツコアトル・テスココ王ネサワルコヨトル・トラコパン王トトキルワストリの三者同盟は強固なものであり、特にテスココ王のネサワルコヨトルは法治システムや征服した領内の旧支配者を復位させて間接統治するシステムの整備、さらにはテスココ湖内の堤防建設などによってアステカの基礎を固めるのに大きな役割を果たした。
1440年、イツコアトルの後を継いでモクテスマ1世が即位する。モクテスマ1世はまず南に隣接する地域（現在のモレロス州やゲレーロ州北部）などの支配を固めるとともに、ネサワルコヨトルの支援を得てテスココ湖を南北に分断する堤を築いた。この堤によってテスココ湖の水位調節がうまくいくようになったほか、テスココ湖中部のテノチティトラン周辺の湖水の塩分濃度を下げ、農業用水の確保も可能になった。統治が固まると、モクテスマ1世は遠征を頻繁に行い、メキシコ湾岸の熱帯地方を占領・従属させて勢力を拡げた（花戦争）。また、南東のミシュテカ人地方にも侵攻し、商業都市コイシュトラワカをはじめとするいくつかの地域を支配下におさめた。征服した土地に対して貢ぎ物を要求したが統治はせず、自治を許していた。被征服地は度々反乱を起こしたが、武力で鎮圧された。1469年にモクテスマ1世が死去したころには、現在のベラクルス州の大半にあたる太平洋岸地区や、プエブラ州の南部、オアハカ州の一部までがアステカ領となっていた。
1469年、モクテスマ1世の死去に伴いアシャヤカトルが即位した。彼もまた周辺地域に盛んに出兵し、征服を行った。1472年にはテスココ国王であり、長年アステカ三国同盟の重鎮であったネサワルコヨトルが死去した。翌1473年には、アステカ内の2大都市であり、徐々に対立を深めていたテノチティトランとトラテロルコの間で内戦が起こった。この内戦は短期間で終わり、テノチティトランの優位が確立された。国内の再統一を済ませると、アシャヤカトルは西へと侵攻し、1475年から1476年にかけての戦いでトルーカを征服し、さらに西に隣接する大国タラスコ王国へと侵攻したものの、大敗を喫した。1479年には、太陽の石を奉納している。
1481年にアシャヤカトルが死去するとその弟であるティソクが即位したものの、彼は軍事的には無能であり、1486年に暗殺された。
1486年にティソクの弟であるアウィツォトルが即位すると、再び軍事的拡張が再開した。彼の代にアステカ帝国の領土は太平洋沿岸の熱帯地方まで到達した。アステカの支配地域は太平洋岸に沿って西に細く伸びるようになったが、これは西の大国タラスコ王国への侵攻拠点とする目的も持っていた。治世の末期には南東方向へも進出し、現在のチアパス州南端にあたりカカオの大生産地であったソコヌスコまでを征服したが次第に前線が遠くなるにつれ兵站の問題が発生し、それ以上先へ進むことは出来なかった。この遠征の指揮官は、次の国王となるモクテスマ・ショコヨツィンであった。アウィツォトルの治世には、それまでテノチティトランなどの帝国中心都市のみに限られていた神殿の建設などの公共事業も積極的に推し進められ、宗教的な統一が図られるようになった。
1502年、アウィツォトルが死去し、モクテスマ・ショコヨツィンがモクテスマ2世として王位につくと南方の太平洋沿岸へ遠征を行い、ヨピ人などを服従させて新たな領土を獲得した。しかし、南端のトトテペク王国は抵抗を続けた。モクテスマ2世は儀礼の強化などにより貴族と平民の間の差を確立する政策を取った。また、モクテスマ2世は優れた指揮官であり、彼の時代にオアハカの大部分がアステカ領となり、また周辺諸国へも積極的に出兵していった。
1519年にエルナン・コルテス率いるスペイン人が到来した時点で、アステカの支配は約20万平方キロメートルに及び首都テノチティトランの人口は数十万人に達し、当時、世界最大級の都市であった。中心部には神殿や宮殿が立ち並び市もたって大いに繁栄した。この時アステカの勢力は絶頂に達しており、領域は本来の領土であるメキシコ盆地をはるかに越え、現在のメヒコ州、モレロス州、プエブラ州、ゲレロ州、オアハカ州、ベラクルス州、イダルゴ州の大部分、ケレタロ州の南部、チアパス州の海岸部を支配下におさめ、メキシコ中部をほぼ統一する中央アメリカ最大の帝国を築き上げていた。ただし、トラスカラ州にはトラスカラ王国が割拠しており、アステカと激しい戦いを連年つづけていた。また、西部のタラスコ王国との戦いも膠着していた。東に広がる後古典期のマヤ文明の諸国には進軍することはなかったが、商人（ポチテカ）による交易ネットワークによって結ばれていた。1519年の状況はこのようなものであり、近隣諸国でアステカを打倒しうる勢力は存在せず、統治システムにも綻びは見られなかった。

### スペインのアステカ帝国征服

#### 一の葦
アステカには、かつてテスカトリポカ（ウィツィロポチトリ）神に追いやられた、白い肌をもつケツァルコアトル神が「一の葦」の年（西暦1519年にあたる）に戻ってくる、という伝説が存在した。帰還したケツァルコアトルが、かつてアステカに譲り渡した支配権を回復すると信じられていた。「一の葦」の年の10年前には、テノチティトランの上空に突然大きな彗星が現れた。また女神の神殿の一部が焼け落ちてしまった。その後も次々と不吉な出来事が起こった。アステカ人たちは漠然と将来に不安を感じていた。そうした折であった「一の葦」の年の2年前（1517年）から東沿岸に現れるようになったスペイン人は、帰還したケツァルコアトル一行ではないかと受け取られ、アステカのスペイン人への対応を迷わせることになった。

#### 滅亡
メソアメリカ付近に現れたスペイン人は、繁栄する先住民文化をキューバ総督ディエゴ・ベラスケスに報告した。1519年2月、ベラスケス総督の配下であったコンキスタドールのエルナン・コルテスは無断で16頭の馬と大砲や小銃で武装した500人の部下を率いてユカタン半島沿岸に向け出帆した。コルテスはタバスコ地方のマヤの先住民と戦闘を行い（セントラの戦い）、その勝利の結果として贈られた女奴隷20人の中からマリンチェという先住民貴族の娘を通訳として用いた。
サン・フアン・デ・ウルア島に上陸したコルテスは、アステカの使者からの接触を受けた。アステカは財宝を贈ってコルテスを撤退させようとしたが、コルテスはベラクルスを建設し、アステカの勢力下にあるセンポアラの町を味方に付けた。さらにスペイン人から離脱者が出ないように手持ちの船を全て沈めて退路を断ち、300人で内陸へと進軍した。コルテスは途中の町の多くでは抵抗を受けなかったが、アステカと敵対していたトラスカラ王国とは戦闘になり、勝利し、トラスカラと和睦を結んだ。10月18日、チョルーラの虐殺が起きた。1000人のトラスカラ兵と共にメキシコ盆地へと進軍した。
1519年11月18日、コルテス軍は首都テノチティトランへ到着し、モクテスマ2世は抵抗せずに歓待した。コルテス達はモクテスマ2世の父の宮殿に入り6日間を過ごしたが、ベラクルスのスペイン人がメシカ人によって殺害される事件が発生すると、クーデターを起こしてモクテスマ2世を支配下においた。
1520年5月、ベラスケス総督はナルバエスにコルテス追討を命じ、ベラクルスに軍を派遣したため、コルテスは120人の守備隊をペドロ・デ・アルバラードに託して一時的にテノチティトランをあとにした。ナルバエスがセンポアラに駐留すると、コルテスは黄金を用いて兵を引き抜いて兵力を増やした。雨を利用した急襲でナルバエスを捕らえて勝利すると、投降者を編入した。
コルテスの不在中に、トシュカトルの大祭が執り行われた際、アルバラードが丸腰のメシーカ人を急襲するという暴挙に出た（トシュカトル大祭の虐殺）。コルテスがテノチティトランに戻ると大規模な反乱が起こり、仲裁をかって出たモクテスマ2世はアステカ人の憎しみを受けて殺されてしまう（これについては、スペイン人が殺害したとの異説もある）。1520年6月30日、メシーカ人の怒りは頂点に達し、コルテス軍を激しく攻撃したので、コルテスは命からがらテノチティトランから脱出した。この出来事をスペイン人は「悲しき夜（La Noche Triste）」と呼ぶ。王（トラトアニ）を失ったメシーカ人はクィトラワクを新王に擁立して、コルテス軍との対決姿勢を強めた。7月7日、オツンバの戦い。
1521年4月28日、トラスカラで軍を立て直し、さらなる先住民同盟者を集結させたコルテスはテテスコ湖畔に13隻のベルガンティン船を用意し、数万の同盟軍とともにテノチティトランを包囲した（テノチティトラン包囲戦）。1521年8月13日、コルテスは病死したクィトラワク国王に代わって即位していたクアウテモク王を捕らえアステカを滅ぼした。

### 植民地時代の人口減少
その後スペインはアステカ帝国住民から金銀財宝を略奪し徹底的に首都・テノチティトランを破壊しつくして、遺構の上に植民地ヌエバ・エスパーニャの首都（メキシコシティ）を建設した。多くの人々が旧大陸から伝わった疫病に感染して、そのため地域の人口が激減した（但し、当時の検視記録や医療記録からみて、もともと現地にあった出血熱のような疫病であるとも言われている）。
1545年〜1550年の間に蔓延し500万〜1500万人を死に至らしめた疫病は、ヨーロッパ人が持ち込んだと思われる種類の腸チフスではないかとする仮説もある。
その犠牲者は征服前の人口はおよそ1100万人であったと推測されるが、1600年の人口調査では、先住民の人口は100万程度になっていた。スペイン人は暴虐の限りを尽くしたうえに、疫病により免疫のない先住民は短期間のうちに激減した。

## 社会構造

### 国制
アステカは国制上はメシカ族のテノチティトラン、アコルワ族のテスココ、テパネカ族のトラコパンの三都市同盟であり、それは1428年の同盟締結から1521年の帝国滅亡にいたるまで全く変わらなかった。同盟内でテノチティトランに次ぐ勢力を持ったのはテスココで、学問や文化の中心地となっていた。とくにテスココ王のネサワルコヨトルは政治・文化面で様々な貢献をなした名君であり、その子であるネサワルピリも名君として知られ、この2代においてはテスココはアステカに対抗しうる力を持った存在であった。トラコパンはこの三都市中では最も勢力が弱く格下扱いとなっていた。しかし、徐々にテノチティトランおよびトラテロルコを中心とするメシカ（アステカ）が勢力を拡大していき、三都市同盟を代表するようになっていった。アステカ帝国の歴代君主とはすなわちメシカ族のトラトアニを指す。かなりの独立性を持っていたテスココも、ネサワルピリの死後急速にアステカの支配権が強まっていった。
三都市はそれぞれ自都市に属する属国を持っており、そこから貢納を受け取っていた。各属国の王は以前からその土地を支配していた王であることもあったし、宗主国から任命された支配者であることもあった。各都市はそれぞれ領域を広げていったが、アステカ帝国の特徴としては、帝国内に多数の独立勢力を抱えていたことである。トラスカラ王国などのこういった独立勢力は、アステカと激しい戦闘を繰り広げ、周辺地域がすべてアステカの支配下に落ちても抵抗を続けていた。これらの独立勢力はやがてスペイン人の侵入時にスペインと同盟を結び、兵力・物資の供給地並びに根拠地として、アステカ滅亡に大きな役割を果たした。また、周辺諸地域への支配は厳しく、しばしば反乱が起き、それに対する再征服もよくあることであった。こうした支配地域の反感は、スペイン人侵入時にそれら地域の離反という形で現れ、帝国の急速な瓦解の一因となった。

### 階級社会
アステカでは多神教に基づいた神権政治が行われ、王（トラトアニ）は王家の中から選ばれた。王であるトラトアニはもともと外務をつかさどる長であり、内務をつかさどる長であるシワコアトルとは対になる存在であった。シワコアトルの地位にはアステカ帝国成立期にはイツコアトルの弟であるトラカエレルが就いており、強い権限をいまだ保持していたが、トラカエレルの死後にその地位は急速に低落し、スペイン人が到来したころにはトラトアニは完全な絶対君主となっていた。貴族階層には、世襲貴族に加え、戦争などで功績をあげて平民から引き上げられた貴族が存在した。大多数の平民はマセワルであった。さらに商人（ポチテカ）は、平民ではあるが特別な法や神殿を持つ特権集団を形成していた。最下級に戦争捕虜や負債などのために身売りした奴隷（トラコトリ）が存在した。奴隷は自由身分に解放されることもあったが個人の所有物として相続の対象とされた。

### 軍国主義
アステカは軍国主義の色彩の強い国家であった。この性格は終末古典期以降のメソアメリカの諸国家に特徴的であり、アステカはテオティワカン衰退後の終末古典期から後古典期の中でとりわけ強大な国家であった。ジャガーの戦士や鷲の戦士を中核とする強力な軍隊が征服戦争をくり返し諸国民に恐れられ、服属する国家から朝貢を受ける見返りに自治を与えて人民を間接統治した。諸国を旅する商人は時に偵察部隊としての役割も果たし、敵情視察や反乱情報の収集に従事した。武器としては鉄器は存在せず、青銅器も武器には使用されず、黒曜石による石器が中心であり、黒曜石の刃を木剣に挟んだマークアウィトルや、木製の柄の先に黒曜石の刃を付けた石槍であるテポストーピーリー、手持ちの投槍器であるアトラトルなどが主な武器であった。

### 道路網整備と経済の発達

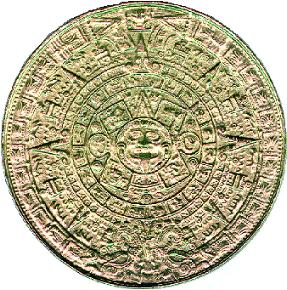
アステカのカレンダー

アステカは軍隊の迅速な移動を可能にするため道路網を整備していた。この道路網を通じて諸地域の産物がアステカに集まりその繁栄を支えた。テノチティトランの中心部では毎日市場が開かれたという。基本的な商業活動は物々交換であったが、カカオ豆が貨幣として流通し、カカオ豆3粒で七面鳥の卵1個、カカオ豆30粒で小型のウサギ1匹、カカオ豆500〜700粒で奴隷1人と交換できた。トウモロコシや芋類・豆類などの農産物、プルケ酒やタバコなどの嗜好品、専門の職人によって製作された質の高い陶製品やさまざまな日用品が、市場で売買されていた。こうした地域に根付いた商業のほか、長距離交易も行われていた。長距離交易はポチテカによって行われており、ケツァールの羽やヒスイ、カカオといった熱帯産の高級品を主に取り扱っていた。こうした商品の主な産地は東方のマヤ文明の諸都市やその近隣地方であった。また、支配下諸地域からの貢納もこの道路網を利用して行われており、持ち込まれる大量の貢納品はアステカ経済の大きな一部分をなしていた。

### 食料
アステカの食糧生産の基盤は、高い生産性を誇るチナンパ農業である。アステカの覇権以前はテノチティトランの島内にチナンパが造成されていたものの、テノチティトラン・トラテロルコ両市の食糧をまかなうにはとても足りず、食糧の安定供給は急務となっていた。アステカが覇権を握ると勢力圏内に積極的にチナンパの造成を始め、とくにテスココ湖の南部には大規模なチナンパ地帯が造成されて穀倉地帯となっていた。このほか、テスココ支配下のアコルワ人地域では段々畑が造成されるなど、食糧供給と農業開発にアステカの歴代君主は心を砕いた。
アステカの中心作物はトウモロコシであり、これは主穀であり経済の基盤ともなっていた。トウモロコシは粥やタマル（団子）、トルティーヤにして食べられていた。このほか、アステカで主に栽培されていた作物にはトウガラシ、インゲンマメ、トマト、アマランサス、カボチャ、サツマイモ、クズイモ、ピーナッツなどがあった。飲料としてはリュウゼツランから醸造されるプルケ酒が重要であったが、より格の高い飲料としてはカカオから作られるショコラトルが珍重されていた。ショコラトルは価値が高く、原料のカカオ豆は貨幣として流通するほどだった。また、香料としてはバニラが珍重されていた。

## 文化
アステカ文明は、先に興ったオルメカ・テオティワカン・マヤ・トルテカ文明を継承し、土木・建築・製陶・工芸に優れていた。鉄器は存在せず、青銅器は利用はあったものの装飾品利用が主なものであり、日用品や武器などは黒曜石などの石で造られたものが大半であった。
アステカは大規模な土木工事を盛んに行った国家であり、神殿の建設や水利工事などで高い技術力を持っていた。特に水利工事は湖に囲まれているテノチティトランを都とするアステカにとっては非常に重要な技術であり、上記のイツコアトルによるイツタパラパン道の建設やモクテスマ1世によるテスココ湖中堤防の建設などの湖の治水が積極的に行われた。このほか、塩水湖中にあり生活用水の不足しがちなテノチティトランに水を供給するため、モクテスマ1世は1466年にチャプルテペク水道橋を建設し、西のチャプルテペクの泉から湖を越えて市内に水を供給した。
アステカは、精密な天体観測によって現代に引けを取らない精巧な暦を持っていた。アステカの暦は2つあり、占術に使う260日暦（トナルポワリ）と、国家行事を運営するための太陽暦である365日暦（シウポワリ）の二つの暦の体系を持っていた。この二つの暦が重なり合うのは52年に1度であり、そのためアステカにおいては52年を1つの周期として扱っていた。
アステカはそれまでのメソアメリカ諸文明の神々を継承し採り入れ、複雑な信仰体系を構築した。アステカ神話においてはアステカの民族神であるウィツィロポチトリをはじめ、ケツァルコアトルやテスカトリポカ、雨神トラロックなど様々な神があがめられ、崇敬を受けていた。アステカ神話においては世界の創造と破壊は過去4回起きており、現在の世界は5番目のものであると考えられていた。1479年にアステカ王アシャヤカトルによって奉納されたとされ、現代では最も高名なアステカの遺物のひとつとなっている太陽の石には、この世界観や暦が刻まれている。

### 人身御供

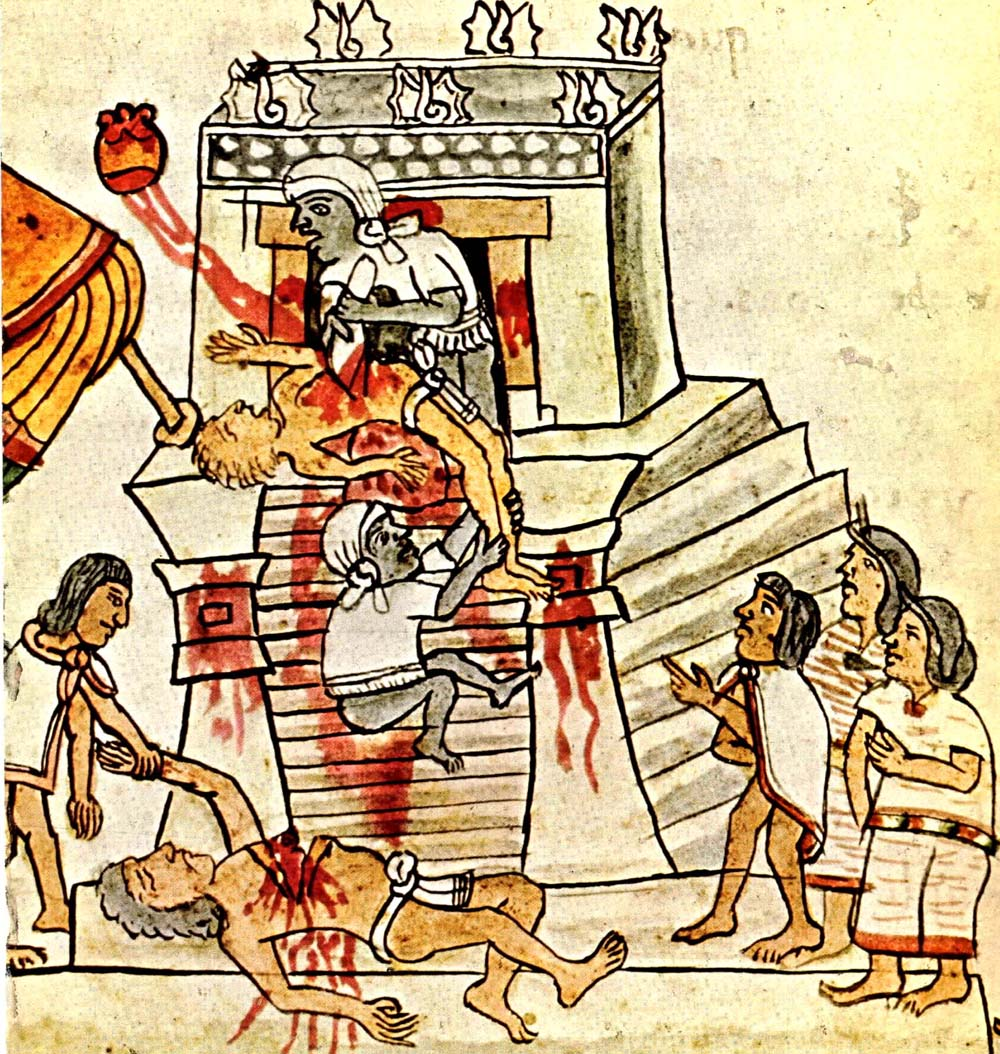
生贄の儀式。石器のナイフで胸を裂き、心臓を取り出す

アステカ社会を語る上で特筆すべきことは人身御供の神事である。人身御供は世界各地で普遍的に存在した儀式であるが、アステカのそれは他と比べて特異であった。メソアメリカでは太陽は消滅するという終末信仰が普及していて、人間の新鮮な心臓を神に奉げることで太陽の消滅を先延ばしすることが可能になると信じられていた。そのため人々は日常的に人身御供を行い生贄になった者の心臓を神に捧げた。また人々は神々に雨乞いや豊穣を祈願する際にも、人身御供の神事を行った。アステカは多くの生贄を必要としたので、生贄を確保するために戦争することもあった（花戦争）。
ウィツィロポチトリに捧げられた生贄は、祭壇に据えられた石のテーブルの上に仰向けにされ、神官たちが四肢を抑えて黒曜石のナイフで生きたまま胸部を切り裂き、手づかみで動いている心臓を摘出した。シペ・トテックに捧げられた生贄は、神官たちが生きたまま生贄の生皮を剥ぎ取り、数週間それを纏って踊り狂った。人身御供の神事は目的に応じて様々な形態があり、生贄を火中に放り込むこともあった。
現代人から見れば残酷極まりない儀式であったが、生贄にされることは本人にとって名誉なことでもあった。通常、戦争捕虜や買い取られた奴隷の中から、見た目が高潔で健康な者が生贄に選ばれ、人身御供の神事の日まで丁重に扱われた。神事によっては貴人や若者さらには幼い小児が生贄にされることもあった。

## 歴代君主
1. 1375年: アカマピチトリ
2. 1395年: ウィツィリウィトル
3. 1417年: チマルポポカ
4. 1427年: イツコアトル
5. 1440年: モテウクソマ・イルウィカミナ（モクテスマ1世）
6. 1469年: アシャヤカトル
7. 1481年: ティソク
8. 1486年: アウィツォトル
9. 1502年: モテウクソマ・ショコヨトル（モクテスマ2世）
10. 1520年: クィトラワク
11. 1521年: クアウテモック